# Ширшов, Пётр Петрович (государственный деятель)
Пётр Петрович Ширшов (род. 22 марта 1945, Чкалов) — российский политический деятель. Член Совета Федерации Федерального Собрания Российской Федерации от Брянской области.

## Биография
Родился 22 марта 1945 года. Окончил Военно-политическую академию им. В. И. Ленина.
Дед, отец и сын сенатора — тоже Петры Петровичи.
В 1989 году стал депутатом Брянского городского Совета. В 1990 г. избран председателем Брянского городского совета народных депутатов.

### Совет Федерации
Депутат Совета Федерации Федерального Собрания Российской Федерации первого созыва от Брянской области с января 1994 по январь 1996, избран 12 декабря 1993 по Брянскому двухмандатному избирательному округу № 32.
Награждён орденом «За службу Родине в Вооруженных Силах СССР» III степени.

### Настоящее время
Председатель Брянского регионального отделения Общероссийской общественной организации ветеранов ВС РФ.